# The Blauzes
The Blauzes sont deux îlots de New York aux États-Unis dans les îles Pelham, situés dans le City Island Harbor.

## Toponymie
Le nom de ces récifs, de la couleur des moules, dérive soit du néerlandais de blawtjes signifiant litte blue ones, soit du vieil anglais blazer  signifiant marqueur

## Géographie
The Blauzes font partie d'un récif partiellement dénudé à marée haute, qui s'étend sur 600 mètres au nord-ouest de la pointe nord de Hart Island. Une zone de haut-fond s'étend sur environ 200 mètres à l'est du côté est de l'île.
Comme Hart Island et City Island, les deux îlots sont très fréquentés par de vastes troupeaux de canards sauvages.